# Чепіно
Чепіно (пол. Czepino) — село в Польщі, у гміні Ґрифіно Грифінського повіту Західнопоморського воєводства. Населення — 530 осіб (2011).
У 1975—1998 роках село належало до Щецинського воєводства.

## Демографія
Демографічна структура станом на 31 березня 2011 року:
|          | Загалом | Допрацездатний вік | Працездатний вік | Постпрацездатний вік |
| -------- | ------- | ------------------ | ---------------- | -------------------- |
| Чоловіки | 272     | 57                 | 198              | 17                   |
| Жінки    | 258     | 39                 | 171              | 48                   |
| Разом    | 530     | 96                 | 369              | 65                   |